# Llista de guanyadors balears de la Creu de Sant Jordi

Premi Creu de Sant Jordi de la Generalitat de Catalunya

Guanyadors balears de la Creu de Sant Jordi
- 1982: Josep Maria Llompart de la Peña
- 1983: Miquel Dolç i Dolç, Josep Melià Pericàs i Acadèmia de Ciències Mèdiques de Catalunya i Balears
- 1984: Maria del Mar Bonet Verdaguer i Marià Villangómez Llobet
- 1985: Obra Cultural Balear
- 1987: Editorial Moll
- 1988: Aina Moll Marquès, Miquel Àngel Riera Nadal, Fernando Rubió Tudurí i Jaume Vidal Alcover
- 1990: Blai Bonet Rigo, Nicolás Cotoner y Cotoner
- 1992: Institut d'Estudis Eivissencs
- 1995: Mutual Mèdica de Catalunya i Balears
- 1996: Pere Antoni Serra Bauzà i Associació Voltor
- 1997: Anthony Bonner
- 1998: Gabriel Janer Manila i Gregori Mir Mayol
- 1999: Antònia Vicens Picornell
- 2000: Carme Riera Guilera
- 2002: Bartomeu Barceló Pons
- 2003: Climent Garau Arbona i Antoni Mir Fullana
- 2004: Pilar Benejam i Arguimbau, Josep Lluís Sureda i Carrión
- 2005: Joana M. Guasp Mañé, Biel Mesquida Amengual
- 2007: Maria Antònia Oliver Cabrer
- 2015: Ramon Coll i Huguet
- 2016: Guillem López Casasnovas
- 2019: Biel Majoral, Antoni Vidal Miquel
- 2020: Miquel Barceló Artigues
- 2023: Agustí Villaronga i Riutort
- 2025: Isidor Marí i Mayans